# Aleš Haman
Aleš Haman (26. června 1932 Josefov u Jaroměře – 7. prosince 2023 Praha) byl český literární teoretik a historik.

## Život
Roku 1951 maturoval na gymnáziu v Hradci Králové. Poté vystudoval češtinu a literární vědu na Filozofické fakultě Univerzity Karlovy. Absolvoval roku 1956, jeho diplomová práce nesla titul Vlastenecká lyrika z let 1885–1895. Roku 1965 získal titul CSc. za práci Neruda prozaik. Po studiích krátce působil ve Státním zdravotnickém nakladatelství. V roce 1957 se stal odborným pracovníkem (od roku 1965 vědeckým pracovníkem) v Ústavu pro českou literaturu Československé akademie věd. Stal se zde redakčním tajemníkem kritického vydání Spisů Jana Nerudy. V roce 1972 byl z politických důvodů z ústavu vyhozen. Azyl našel v Národní knihovně, kde pracoval nejprve v oddělení článkové bibliografie, od roku 1982 v oddělení výzkumu a metodiky, od roku 1986 jako vědecký pracovník. Roku 1990 se vrátil do Ústavu pro českou a světovou literaturu. V témže roce začal učit na Západočeské univerzitě v Plzni, v roce 1992 se stal pracovníkem univerzity, roku 1998 tam byl jmenován profesorem. Byl ředitelem ústavu estetiky a dějin umění na Filozofické fakultě Jihočeské univerzity v Českých Budějovicích.

## Dílo
Jako literární historik se věnoval zejména 19. století (Neruda prozaik, Česká literatura 19. století a evropský kontext, Trvání v proměně).
Jakožto literární teoretik se hlásil ke strukturalismu, k francouzské naratologii (G. Genette), k Paulu Ricoeurovi a k tzv. kostnické škole recepční estetiky. Své přístupy shrnul především v práci Literatura z pohledu čtenářů. K výzkumům čtenářů a čtení ho přivedla jeho zprvu nedobrovolná práce v Národní knihovně.
Literární kritiku shrnul do výboru Prozaické surfování.